# Rickie Hyvärinen
Rickie Dario Hyvärinen, född den 28 augusti 1980 i Hässelby församling i Stockholm, är en finländsk innebandyspelare som till vardags spelar i AIK Innebandy i Svenska Superligan och tidigare spelade för Storvreta IBK. Han började sin innebandykarriär i lokala innebandyklubben Hässelby Innebandy.   
Hyvärinen spelade dessförinnan i Täby FC, en innebandyklubb som grundades 2006. Klubben hette tidigare Råsunda IS, men bytte namn först till Caperio/Råsunda, sedan flyttades klubben från Solna till Täby 2006 och fick namnet Caperio/Täby FC.